# 洪德区
洪德区，旧区名。1949年由广州市设置。在今广东省广州市海珠区。1950年撤销，并入其他市辖区。 